# WR 102ea
WR 102ea est une étoile Wolf-Rayet de la constellation du Sagittaire. Elle est la deuxième étoile la plus brillante de l'amas du Quintuplet, derrière l'étoile du Pistolet. Avec une luminosité de 4 500 000 de Soleils, elle fait partie de la liste des étoiles les plus brillantes connues actuellement. Sa magnitude absolue dans le visible est de -9, mais sa magnitude bolométrique est beaucoup plus importante: -11,9.